# 卡阿雷
卡阿雷（法語：Caharet）是法国上比利牛斯省的一个市镇，属于塔布区（Tarbes）图尔奈县（Tournay）。该市镇总面积1.23平方公里，2009年时的人口为26人。

## 人口
卡阿雷人口变化图示